# Monocentrota matilei
Monocentrota matilei is een muggensoort uit de familie van de Keroplatidae. De wetenschappelijke naam van de soort is voor het eerst geldig gepubliceerd in 1989 door Bechev.